# Ritmo de galope
Um ritmo de galope é um ritmo cardíaco anormal em três tempos, que durante a auscultação se assemelha ao som do galope de um cavalo.